# Guillermo de Farabel
Guillermo de Farabel (en francés: Guillaume de Farabel; fallecido después de 1282) fue el señor de Le Puy y condestable del Condado de Trípoli.

## Biografía
Era el hijo de Juan de Farabel y María de Le Puy. Cuando su padre murió alrededor de 1277, Guillermo heredó el castillo y el Señorío de Le Puy, que provenía de la herencia de su madre. También alrededor de 1277 se convirtió en condestable del Condado de Trípoli.
En 1278 perdió su señorío cuando fue conquistado por los mamelucos de Egipto.
La última vez que es mencionado como condestable fue en 1282.
Estaba casado con Alix de Botron, la hija de Jacobo de Botron y Clarencia de Hazart. Con Alix tuvo tres hijos:
- Rodolfo (Rostain)
- Guillermo (fallecido en Apulia)
- Una hija de nombre desconocido